# Tercera División RFEF 2021-22 (Grupo IX)
La temporada 2021-22 del Grupo IX de la Tercera División RFEF de fútbol comenzó el 11 de septiembre de 2021 y finalizará el 1 de mayo de 2022. Posteriormente se disputará la promoción de ascenso entre el 8 y el 15 de mayo en su fase territorial, y el 22 de mayo en su fase nacional. Durante esta campaña es el quinto nivel de las Ligas de fútbol de España para los clubes de Andalucía Oriental y Melilla, por debajo de la Segunda División RFEF y por encima de la División de Honor Andaluza y la Preferente de Melilla. Se trata de la primera edición bajo esta denominación después de la reestructuración de las categorías no profesionales por parte de la RFEF.

## Sistema de competición
Participan diecisiete clubes en un único grupo. Se enfrentan todos contra todos en dos ocasiones -una en campo propio y otra en campo contrario- durante un total de 32 jornadas. El orden de los encuentros se decide por sorteo antes de empezar la competición. La Federación de Fútbol de Andalucía es la responsable de designar las fechas de los partidos y los árbitros de cada encuentro, reservando al equipo local la potestad de fijar el horario exacto de cada encuentro.
Una vez finalizada la competición, el primer clasificado asciende directamente a Segunda División RFEF y se proclama campeón de Tercera RFEF.
Los clasificados entre el segundo y el quinto lugar disputan un Play Off territorial en formato de eliminatorias a partido único en sede neutral. En caso de empate el vencedor de la eliminatoria es el equipo mejor clasificado. El equipo vencedor de este Play Off se clasifica a la Promoción de ascenso a Segunda División RFEF que tiene carácter de final interterritorial.
Los últimos clasificados, por confirmar el número, descienden directamente a División de Honor Andaluza. Hay que tener en cuenta que existe la obligación federativa de conformar la Tercera RFEF para la temporada siguiente, la 2022-2023, en un máximo de 16 equipos; por lo que el número de descensos en esta temporada será proporcional a las necesidades de la Territorial andaluza para ajustarse a ese número de equipos. 
El sistema de competición y las consecuencias clasificatorias fueron aprobadas por la RFEF.

## Ascensos y descensos
Los equipos que mantuvieron la categoría en la última temporada de Tercera División participan en la primera edición de Tercera División RFEF. Las posiciones de descenso indicadas son las absolutas de grupo, no de subgrupos de permanencia.
| Pos. | Ascendidos a 2.ª División RFEF |
| ---- | ------------------------------ |
| 1.º  | Vélez C.F.                     |
| 2.º  | Atlético Mancha Real           |
| 4.º  | Antequera C.F.                 |

| Pos. | Descendidos de 2.ª División B |
| ---- | ----------------------------- |
| 16.º | Marbella F.C.                 |

| Pos.   | Ascendidos de División de Honor |
| ------ | ------------------------------- |
| 1.º GC | U.D. Torre del Mar              |
| 2.º GC | U.D. San Pedro                  |

| Pos. | Ascendido de Preferente de Melilla |
| ---- | ---------------------------------- |
| 1.º  | C.D. Intergym Melilla              |

| Pos. | Descendidos a División de Honor y Preferente de Melilla |
| ---- | ------------------------------------------------------- |
| 17.º | Poli Almería                                            |
| 18.º | U.D. Maracena                                           |
| 19.º | C.D. Estepona F. S.                                     |
| 20.º | Melilla C.D.                                            |
| 21.º | Loja C.D.                                               |

### Cambios de entrenadores
| Equipo | Entrenador (Jornadas) | Fecha de vacante | Tipo de salida | Posición en la tabla | Entrenador entrante | Fecha de nombramiento |
| ------ | --------------------- | ---------------- | -------------- | -------------------- | ------------------- | --------------------- |

## Equipos participantes
| Equipo                             | Estadio                                       | Fundación | Localidad            | Provincia | Comunidad / Ciudad Autónoma |
| ---------------------------------- | --------------------------------------------- | --------- | -------------------- | --------- | --------------------------- |
| U.D. Almería "B"                   | Anexo Estadio Juegos Mediterráneos            | 1997      | Almería              | Almería   | Andalucía (zona oriental)   |
| C.D. Huétor Tájar                  | Estadio Miguel Moranto                        | 1940      | Huétor Tájar         | Granada   | Andalucía (zona oriental)   |
| C.D. Huétor Vega                   | Estadio Municipal Las Viñas                   | 1927      | Huétor Vega          | Granada   | Andalucía (zona oriental)   |
| C.F. Motril                        | Estadio Escribano Castilla                    | 2012      | Motril               | Granada   | Andalucía (zona oriental)   |
| Real Jaén C.F.                     | La Victoria                                   | 1929      | Jaén                 | Jaén      | Andalucía (zona oriental)   |
| Atlético Porcuna C.F.              | Estadio Municipal San Benito                  | 1975      | Porcuna              | Jaén      | Andalucía (zona oriental)   |
| C.D. U.D. Ciudad de Torredonjimeno | Estadio Matías Prats                          | 2009      | Torredonjimeno       | Jaén      | Andalucía (zona oriental)   |
| C.D. Torreperogil                  | Estadio Abdón Martinez                        | 2008      | Torreperogil         | Jaén      | Andalucía (zona oriental)   |
| Alhaurín de la Torre C.F.          | Estadio de Los Manantiales                    | 1973      | Alhaurín de la Torre | Málaga    | Andalucía (zona oriental)   |
| C.D. Alhaurino                     | Estadio Miguel Fijones                        | 1908      | Alhaurín el Grande   | Málaga    | Andalucía (zona oriental)   |
| El Palo F.C.                       | Nuevo San Ignacio                             | 1971      | El Palo              | Málaga    | Andalucía (zona oriental)   |
| Atlético Malagueño                 | Ciudad Deportiva FMF Estadio Ciudad de Málaga | 1990      | Málaga               | Málaga    | Andalucía (zona oriental)   |
| Marbella F.C.                      | Estadio Municipal Antonio Lorenzo Cuevas      | 1997      | Marbella             | Málaga    | Andalucía (zona oriental)   |
| Juventud de Torremolinos C.F.      | Estadio El Pozuelo                            | 1958      | Torremolinos         | Málaga    | Andalucía (zona oriental)   |
| U.D. San Pedro                     | Estadio Municipal Antonio Naranjo             | 1974      | San Pedro Alcántara  | Málaga    | Andalucía (zona oriental)   |
| U.D. Torre del Mar                 | Estadio Juan Manuel Azuaga                    | 1971      | Torre del Mar        | Málaga    | Andalucía (zona oriental)   |
| C.D. Intergym Melilla              | Campo de La Espiguera                         | 2016      | Melilla              | -         | Melilla                     |

| Almería "B" Huétor Tájar Huétor Vega Marbella Motril At. Malagueño Real Jaén Torredonjimeno Torreperogil Alhaurín T. Alhaurino J. Torremolinos At. Porcuna El Palo San Pedro Torre del Mar Intergym |

## Clasificación
| Pos. | Equipo                                | Pts. | PJ | G  | E  | P  | GF | GC | Dif. |                                                       |
| ---- | ------------------------------------- | ---- | -- | -- | -- | -- | -- | -- | ---- | ----------------------------------------------------- |
| 1    | Juventud de Torremolinos C. F. (A, C) | 63   | 32 | 17 | 12 | 3  | 45 | 21 | +24  | Ascenso a Segunda División RFEF y Copa del Rey        |
| 2    | C. D. Huétor Tájar                    | 58   | 32 | 16 | 10 | 6  | 56 | 30 | +26  | Acceso a Promoción de Ascenso a Segunda División RFEF |
| 3    | Marbella F. C.                        | 58   | 32 | 18 | 4  | 10 | 53 | 26 | +27  | Acceso a Promoción de Ascenso a Segunda División RFEF |
| 4    | U. D. Almería "B"                     | 57   | 32 | 16 | 9  | 7  | 59 | 31 | +28  | Acceso a Promoción de Ascenso a Segunda División RFEF |
| 5    | Atlético Malagueño                    | 57   | 32 | 17 | 6  | 9  | 51 | 38 | +13  | Acceso a Promoción de Ascenso a Segunda División RFEF |
| 6    | C. F. Motril                          | 56   | 32 | 17 | 5  | 10 | 59 | 37 | +22  |                                                       |
| 7    | C. D. U. D. Ciudad de Torredonjimeno  | 55   | 32 | 14 | 13 | 5  | 55 | 35 | +20  |                                                       |
| 8    | U. D. Torre del Mar                   | 49   | 32 | 14 | 7  | 11 | 52 | 40 | +12  |                                                       |
| 9    | Atlético Porcuna C. F.                | 42   | 32 | 11 | 9  | 12 | 42 | 47 | −5   |                                                       |
| 10   | El Palo F. C.                         | 41   | 32 | 11 | 8  | 13 | 40 | 40 | 0    |                                                       |
| 11   | C. D. Huétor Vega                     | 39   | 32 | 9  | 12 | 11 | 33 | 38 | −5   |                                                       |
| 12   | C. D. Torreperogil                    | 38   | 32 | 10 | 8  | 14 | 28 | 36 | −8   |                                                       |
| 13   | Real Jaén C. F.                       | 36   | 32 | 9  | 12 | 11 | 31 | 43 | −12  |                                                       |
| 14   | Alhaurín de la Torre C. F. (D)        | 34   | 32 | 9  | 7  | 16 | 28 | 49 | −21  | Descenso a División de Honor                          |
| 15   | U. D. San Pedro (D)                   | 28   | 32 | 7  | 7  | 18 | 26 | 48 | −22  | Descenso a División de Honor                          |
| 16   | C. D. Alhaurino (D)                   | 27   | 32 | 6  | 9  | 17 | 40 | 53 | −13  | Descenso a División de Honor                          |
| 17   | C. D. Intergym Melilla (D)            | 4    | 32 | 0  | 4  | 28 | 13 | 99 | −86  | Descenso a Preferente de Melilla                      |

Actualizado a los partidos jugados el 24 de abril de 2022.
 Fuente: Resultados Fútbol
Notas:
1. ↑  El 23 de septiembre de 2021 el Real Jaén fue sancionado con tres puntos y 750 euros por no comparecer en el partido ante el Motril.[4]

## Resultados
| Local \ Visitante                    | ADT | ALH | ALM | AMG | EPA | HTA | HVE | IML | JAE | JTO | MAR | MOT | POR | SPE | TDM | TDJ | TRP |
| ------------------------------------ | --- | --- | --- | --- | --- | --- | --- | --- | --- | --- | --- | --- | --- | --- | --- | --- | --- |
| Alhaurín de la Torre C. F.           | —   | 2–0 | 2–1 | 0–1 | 1–4 | 2–0 | 0–0 | 1–1 | 0–0 | 0–0 | 0–3 | 1–2 | 0–3 | 2–0 | 2–1 | 0–0 | 2–4 |
| C. D. Alhaurino                      | 1–1 | —   | 2–1 | 0–1 | 1–2 | 0–0 | 2–2 | 4–0 | 0–0 | 1–2 | 0–2 | 1–0 | 2–3 | 4–0 | 1–3 | 2–5 | 4–1 |
| U. D. Almería "B"                    | 2–0 | 2–1 | —   | 2–0 | 2–0 | 0–3 | 1–0 | 6–0 | 2–2 | 2–1 | 0–0 | 3–0 | 5–0 | 0–0 | 1–0 | 2–2 | 3–0 |
| Atlético Malagueño                   | 2–1 | 1–1 | 1–0 | —   | 0–1 | 2–0 | 1–1 | 4–2 | 0–0 | 2–2 | 0–0 | 3–2 | 1–3 | 3–2 | 1–1 | 1–0 | 4–0 |
| El Palo F. C.                        | 0–1 | 2–1 | 1–1 | 0–1 | —   | 2–1 | 1–1 | 2–0 | 1–1 | 0–1 | 1–0 | 5–2 | 4–3 | 1–1 | 0–1 | 0–0 | 1–1 |
| C. D. Huétor Tájar                   | 4–1 | 3–0 | 0–0 | 4–1 | 2–0 | —   | 0–0 | 7–0 | 2–1 | 1–1 | 3–2 | 0–2 | 1–1 | 2–0 | 2–2 | 4–2 | 2–0 |
| C. D. Huétor Vega                    | 2–1 | 1–2 | 2–2 | 1–2 | 2–1 | 2–2 | —   | 4–0 | 1–1 | 0–0 | 0–1 | 1–0 | 0–2 | 1–0 | 1–6 | 0–0 | 2–0 |
| C. D. Intergym Melilla               | 1–2 | 1–1 | 0–4 | 0–4 | 0–4 | 0–2 | 1–1 | —   | 0–1 | 0–2 | 1–4 | 0–4 | 1–2 | 1–1 | 2–4 | 0–4 | 1–4 |
| Real Jaén C. F.                      | 2–2 | 2–1 | 1–5 | 3–4 | 1–0 | 0–0 | 2–1 | 1–0 | —   | 0–2 | 0–1 | 0–3 | 1–1 | 2–0 | 3–1 | 1–1 | 0–0 |
| Juventud de Torremolinos C. F.       | 3–0 | 0–0 | 1–1 | 2–1 | 1–0 | 0–0 | 0–0 | 4–0 | 4–1 | —   | 2–1 | 1–0 | 2–1 | 0–0 | 2–1 | 2–3 | 1–0 |
| Marbella F. C.                       | 5–0 | 3–2 | 2–3 | 1–2 | 1–2 | 0–1 | 3–0 | 3–1 | 5–2 | 1–2 | —   | 1–0 | 2–0 | 3–0 | 2–1 | 0–0 | 1–0 |
| C. F. Motril                         | 3–0 | 1–1 | 1–1 | 2–1 | 2–1 | 1–3 | 2–0 | 5–0 | 2–0 | 2–4 | 2–1 | —   | 2–0 | 4–0 | 2–1 | 2–2 | 1–0 |
| Atlético Porcuna C. F.               | 0–1 | 2–0 | 3–2 | 3–2 | 1–1 | 2–2 | 0–2 | 3–0 | 0–0 | 1–1 | 0–2 | 0–4 | —   | 2–0 | 2–0 | 2–2 | 0–1 |
| U. D. San Pedro                      | 1–0 | 4–2 | 1–3 | 1–2 | 4–0 | 2–1 | 1–2 | 4–0 | 0–1 | 0–1 | 1–0 | 0–1 | 2–0 | —   | 1–1 | 0–2 | 0–0 |
| U. D. Torre del Mar                  | 1–0 | 2–1 | 1–0 | 1–3 | 2–1 | 0–1 | 0–2 | 5–0 | 3–1 | 1–1 | 0–0 | 2–1 | 2–2 | 2–0 | —   | 3–1 | 3–1 |
| C. D. U. D. Ciudad de Torredonjimeno | 2–1 | 2–2 | 3–0 | 1–0 | 4–2 | 1–2 | 1–0 | 1–0 | 1–0 | 0–0 | 0–2 | 4–4 | 2–0 | 5–0 | 1–1 | —   | 2–2 |
| C. D. Torreperogil                   | 0–2 | 2–0 | 1–2 | 1–0 | 0–0 | 3–1 | 3–1 | 1–0 | 0–1 | 1–0 | 0–1 | 0–0 | 0–0 | 0–0 | 2–0 | 0–1 | —   |

### Máximos goleadores
| Pos. | Jugador        | Equipo                               | Goles |
| ---- | -------------- | ------------------------------------ | ----- |
| 1º   | Jaime Isuardi  | Marbella F. C.                       | 19    |
| 2º   | Antonio López  | C. D. U. D. Ciudad de Torredonjimeno | 16    |
| 3º   | Carlos Gilbert | U. D. Almería "B"                    | 15    |
| 4º   | Iván Acosta    | Atlético Porcuna C. F.               | 13    |
| 5º   | Lorenzo Zúñiga | Atlético Malagueño                   | 13    |

## Play Off de Ascenso a Segunda División RFEF
En caso de empate a la conclusión de los 90 minutos, de conformidad con la disposición quinta de las presentes bases de competición, se disputará una prórroga de dos partes de 15 minutos cada una y, si prosiguiese el empate al término de la misma, se proclamará vencedor al equipo que hubiese obtenido mejor posición en la fase regular.
Equipos clasificados
- 4 equipos

| Pos. | Grupo IX           |
| ---- | ------------------ |
| 2.°  | C.D. Huétor Tájar  |
| 3.°  | Marbella F.C.      |
| 4.°  | U.D. Almería "B"   |
| 5.°  | Atlético Malagueño |

|  | Semifinales                | Semifinales       |                   |                    | Final              | Final              |  |
|  | 8 de mayo de 2022          | 8 de mayo de 2022 |                   |                    | 15 de mayo de 2022 | 15 de mayo de 2022 |  |
|  |                            |                   |                   |                    |                    |                    |  |
|  |                            |                   |                   |                    |                    |                    |  |
|  | C. D. Huétor Tájar (t. s.) | 2                 |                   |                    |                    |                    |  |
|  | C. D. Huétor Tájar (t. s.) | 2                 |                   |                    |                    |                    |  |
|  | Atlético Malagueño         | 1                 |                   |                    |                    |                    |  |
|  | Atlético Malagueño         | 1                 |                   | C. D. Huétor Tájar | 1                  |                    |  |
|  |                            |                   |                   | C. D. Huétor Tájar | 1                  |                    |  |
|  |                            |                   | U. D. Almería "B" | 2                  |                    |                    |  |
|  | Marbella F. C.             | 1                 | U. D. Almería "B" | 2                  |                    |                    |  |
|  | Marbella F. C.             | 1                 |                   |                    |                    |                    |  |
|  | U. D. Almería "B" (t. s.)  | 2                 |                   |                    |                    |                    |  |
|  | U. D. Almería "B" (t. s.)  | 2                 |                   |                    |                    |                    |  |
|  |                            |                   |                   |                    |                    |                    |  |

## Clasificado a la Copa del Rey
| Bandera de Andalucía           |
| Juventud de Torremolinos C. F. |
| 1º Grupo                       |

Nota: Hay posibilidad de que el subcampeón u otro clasificado posterior se clasifique a la Copa del Rey siempre que no sea un equipo filial.